# Stade d'honneur d'Oujda
Le complexe sportif d'honneur d'Oujda (arabe : المركب الرياضي الشرفي) est un stade olympique situé à Oujda, au Maroc. Il a une capacité de 19 800 places avec 4 800 sièges couverts. Il est doté d'une pelouse en gazon naturel.
Le stade d'honneur se situe à environ 5 kilomètres du centre de la ville, à 2 kilomètres de la gare du chemin de fer, et à 17 kilomètres de l'aéroport d'Oujda-Angads.

## Histoire
Le stade d'honneur d'Oujda est inauguré en 1976. En 2018, plusieurs travaux de mise à niveau sont effectués, par exemple le remplacement du gazon synthétique du stade par une pelouse naturelle. Il accueille aujourd'hui les matchs locaux de la Mouloudia d'Oujda (Botola Pro) et quelques matchs de l'Union sportive islamique d'Oujda (USMO).

## Matchs mémorables

### Matchs internationaux
- 11 octobre 2019 :  Maroc -  Libye  : 1-1
  - Match amical de préparation à la Coupe d’Afrique des nations 2021[2].
- 20 novembre 2023 :  Tchad -  Madagascar : 0-3
  - 2e journée des éliminatoires de la coupe du monde - Afrique du groupe I qui se déroulera en 2026 au Canada, au Mexique et aux États-Unis[3].
- 5 juin 2024 :  République centrafricaine -  Tchad Tchad : 1-0
  - 3e journée des éliminatoires de la Coupe du monde - Afrique 2026 du groupe I[4].
- 9 juin 2024 :  Sao Tomé-et-Principe -  Liberia : 0-1
  - 4e journée des éliminatoires de la Coupe du monde - Afrique 2026 du groupe H.
- 11 juin 2024 :  Tchad -  Comores : 0-2
  - 4e journée des éliminatoires de la Coupe du monde - Afrique 2026 du groupe I.
- 12 octobre 2024 :  Maroc -  République centrafricaine : 5-0
  - 3e journée des éliminatoires de la Coupe d'Afrique des Nations 2025- Groupe B
- 15 octobre 2024 :  République centrafricaine -  Maroc : 0-4
  - 4e journée des éliminatoires de la Coupe d'Afrique des Nations 2025- Groupe B
- 18 novembre 2024 :  Maroc -  Lesotho : 7-0
  - 6e journée des éliminatoires de la Coupe d'Afrique des Nations 2025- Groupe B

### Matchs nationaux
- 18 novembre 2019 : TAS vs HUSA : 2 - 1
  - La finale de la Coupe du Trône 2018/2019 opposant le TAS (Tihad Athletic Sport) au HUSA (Hassania Union Sport Agadir). Le prince Moulay Rachid assiste au match[5].

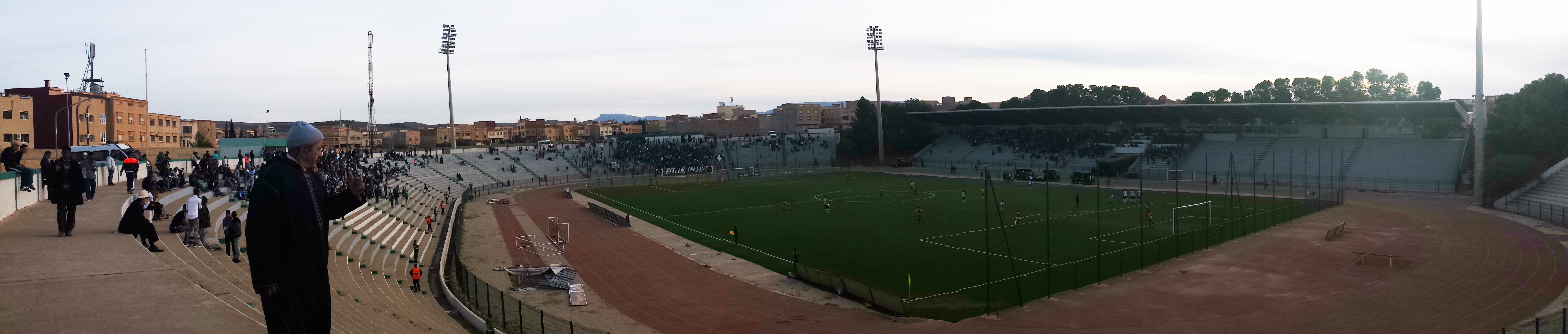
Vue panoramique